# Bodo Kirchhoff
Bodo Kirchoff (født 6. juli 1948) er en tysk forfatter. Kirchhoff bor i Frankfurt am Main og ved Gardasøen. Han har tidligere udgivet flere anmelderroste romaner med tematiske ledetråde som kærlighed, forhold mellem kønnene, tab og melankoli. Han har modtaget flere litteraturpriser, herunder Deutscher Buchpreis for Vederfarelse i 2016..

## Biografi
Kirchhoff blev født i Hamburg i 1948. I 1968 fik han sin studentereksamen hvorefter han brugte to år i militæret og et år hvor han solgte is i USA. I 1971 studerede han pædagogik ved universitetet i Frankfurt og skrev sin doktorafhandling om Jacques Lacan. I 1979 blev han opdaget af Surhkamp Verlag som Kirchhoff udgav ved indtil han i 2001 skiftede til Frankfurter Verlagsanstalt.
I 1987 blev Kirchhoff gift med Ulrike Bauer og parret har to børn.

## Værker oversat til dansk
- Infanta, 1992
- Sandmanden, 1994
- Knaldroman, 2003
- Parlando, 2008
- Vederfarelse, 2016

## Priser
- 1984: Jahreskunstpreis des Frankfurter Vereins für Künstlerhilfe
- 1989: Villa-Massimo-Stipendium, Rom
- 1999: Bayerischer Filmpreis, pris for filmmanuskript
- 2001: Rheingau Literatur Preis
- 2002: Deutscher Kritikerpreis
- 2002: Preis der LiteraTour Nord
- 2008: Carl-Zuckmayer-Medaille
- 2012: Shortlist for Deutscher Buchpreis med Die Liebe in groben Zügen
- 2016: Vinder af Deutscher Buchpreis med Widerfahrnis (Dansk: Vederfarelse)